# 가오야오 (축구인)
가오야오(중국어: 高尧, 1978년 7월 13일 ~ )는 중국의 전 축구 선수이며, 1998년부터 2009년까지 산둥 루넝에서 미드필더와 수비수로 활동하였다.